# Сиворакша індокитайська
Сиворакша індокитайська (Coracias affinis) — вид сиворакшоподібних птахів родини сиворакшових (Coraciidae).

## Поширення
Вид поширений в Південно-Східній Азії, на сході Індії та півдні Китаю.

## Опис
Верх голови яскраво-синій. Горло та шия бузкові. Спина, груди та черево фіолетово-коричневого кольору. Крила фіолетово-сині з блідо-блакитною смугою. Хвіст блакитний з зеленими перами в центрі.